# クリス・ヘムズワース CA$H
『クリス・ヘムズワース CA$H』（原題:Ca$h）は、2010年のスリラー映画。監督はスティーヴン・ミルバーン・アンダーソンが務め、ショーン・ビーン、クリス・ヘムズワースらが出演している。

## あらすじ
ある日、スーツケースが運転中のサムの車のボンネットに落ちてきた。
何事かと思って開けてみると、中には大金が詰まっていた。
金に困っていたサムは家に持ち帰り、妻レスリーと共に使ってしまうが、その大金は逃走中の強盗犯リーゼが投げ捨てたものだった。
刑務所に面会に来た双子の兄弟パイクはその経緯を知り、サムを割り出し、夫婦が使った金を返済させるべく、強盗を強要した。

## キャスト
- パイク・キュービック / リーゼ・キュービック（二役）: ショーン・ビーン
- サム・フェラン: クリス・ヘムズワース
- レスリー・フェラン: ヴィクトリア・プロフェッタ
- メルヴィン・ゴールドバーグ: マイク・スター
- デール: マイケル・マンテル
- グレン: グレン・プラマー